# Senecio glastifolius
Senecio glastifolius is een kruiskruidsoort die inheems is in Zuid-Afrika.
De plant komt daar voor langs de zuidkust, in twee gescheiden gebieden in de West-Kaap en de Oost-Kaap.
In Australië en Nieuw-Zeeland is de soort als tuinplant ingevoerd en wordt ze als onkruid, bedreigend voor de inheemse flora, gezien. De plant wordt vanaf 1986 erkend als voorkomend in het district Albany van Australië. In Nieuw-Zeeland komt de soort sinds de jaren zestig voor.
In het Afrikaans wordt deze soort waterdissel, oftewel waterdistel, genoemd.

## Beschrijving
Deze eenjarige tot overblijvende plant wordt 30-200 cm hoog. De hoofdstengel kan onderaan tot 8 cm dik zijn. Het aantal bloemhoofdjes per plant kan variëren van 2 à 3 tot enkele honderden. De bloemhoofdjes tellen 12-22 witte, roze of paarse straalbloemen met een lengte van 12-25 mm. De bloemen bloeien in september - oktober. De buisbloemen zijn geel. In januari - februari kan een tweede bloeiperiode optreden.
De lancetvormige bladeren zijn zo getand dat ze stekelig aanvoelen, iets waar de plant haar Afrikaanse naam waterdistel aan te danken heeft. De bovenste bladeren zijn 3-5 cm lang, de onderste bladeren 10-15 cm, en ongeveer anderhalfmaal zo lang als breed. De grootste breedte valt iets voorbij het midden van het blad.

## Ecologie
In Zuid-Afrika groeit deze soort in het "fynbos", op vochtige plaatsen, samen met restio en protea. Ook in Australië en Nieuw-Zeeland komt de soort op vochtige plaatsen voor. De plant koloniseert gemakkelijk verstoorde grond.
In Zuid-Afrika komt het voor in gebieden met een gematigde klimaat met winter of met regenval gedurende het gehele jaar. Het groeit zowel in de volle zon als in gedeeltelijke schaduw.
... · 
S. alpinus · 
S. bosniacus · 
S. doronicum · 
S. fluviatilis (Rivierkruiskruid) · 
S. glastifolius · 
S. halleri · 
S. haworthii · 
S. helenitis (Spatelkruiskruid) · 
S. inaequidens (Bezemkruiskruid) · 
S. incanus · 
S. keniensis · 
S. keniodendron · 
S. ovatus (Schaduwkruiskruid) · 
S. squalidus (Glanzend kruiskruid) · 
S. sylvaticus (Boskruiskruid) · 
S. triangularis · 
S. vernalis (Oostelijk kruiskruid) · 
S. viscosus (Kleverig kruiskruid) · 
S. vulgaris (Klein kruiskruid) · 
S. wootonii · 
...